# مغنولية جبلية
ماغنوليا جبلية (الاسم العلمي: Magnolia montana) هي نوع من النباتات تتبع جنس الماغنوليا من الفصيلة الماغنولية.